# Albal
Albal es una localidad y un municipio de la Comunidad Valenciana, España. Está situado en la provincia de Valencia, en la comarca de la Huerta Sur. Su población es de 17 038 habitantes (INE 2024).

## Toponimia
El topónimo deriva del árabe البعل (al-baʿl) «el secano».

## Geografía
Integrado en la comarca de Huerta Sur, se sitúa a 10 kilómetros de Valencia. El término municipal está atravesado por la autovía V-31, por la carretera autonómica CV-33 (Torrente-Albal) y por carreteras locales que permiten la comunicación con Catarroja y Beniparrell.
Se encuentra cerca de municipios como Alcácer, Aldaya, Alfafar, Benetúser, Beniparrell, Catarroja, Manises, Masanasa, Mislata, Paiporta, Picaña, Picasent, Lugar Nuevo de la Corona, Cuart de Poblet, Sedaví y Silla. 
El municipio limita concretamente con Catarroja, Beniparrell, Silla, Valencia y Alcácer.
| Noroeste: Catarroja | Norte: Catarroja         | Noreste: Catarroja |
| Oeste: Alcácer      | '                        | Este: Catarroja    |
| Suroeste: Alcácer   | Sur: Beniparrell y Silla | Sureste: Valencia  |

### Hidrografía
Atraviesan el municipio la Acequia Real del Júcar y la Acequia de Favara, que tiene su fin en este término. Las aguas son repartidas a todo el término por la Acequia de Albal.

### Orografía
El terreno en que se ubica es la llanura de aluvión que conforma toda la comarca de la Huerta de Valencia. Formada por los sedimentos acumulados a lo largo de millones de años por los numerosos barrancos de escorrentía de la zona. Se extiende de oeste a sureste buscando la salida al lago de la Albufera y está formado por una estrecha zona de marjal y por tierras aluviales, con suaves elevaciones a occidente. La altitud oscila entre los 39 m al oeste y 1 m cerca de la Albufera. El pueblo se alza a 11 m sobre el nivel del mar.

### Clima
El clima mediterráneo con temperaturas suaves en invierno y en verano. La mayor parte de las precipitaciones tienen lugar en primavera y en otoño. Frecuentemente, en otoño tienen lugar lluvias torrenciales generadas por el fenómeno de la gota fría. Ocasionalmente se producen desbordamientos de los barrancos citados. En Albal, los veranos son calurosos, húmedos y predominantemente soleados; los inviernos son largos, fríos, ventosos y parcialmente nublados, y la sequedad prevalece durante todo el año. A lo largo del año, la temperatura suele oscilar entre los 6 °C y los 30 °C, y rara vez desciende por debajo de 1 °C o supera los 34 °C.

## Historia
El origen del municipio se remonta a la época medieval cuando fue fundada una casa de campo, que recibió el nombre de Alboayal y que, en 1238, el rey Jaime I de Aragón donó a Gil de Atrosillo, quien seis años más tarde, la vendió al Cabildo Catedralicio de Valencia, que conservó definitivamente el señorío.
En el Diccionario de Madoz (1845-1850) aparece la siguiente descripción de Albal y su término:

Lugar con ayuntamiento de la provincia [...] de Valencia [...]. Situado a la derecha del barranco de Torrente y el camino real de Madrid a 1/4 de hora de ambos, con templado y saludable clima. Forman este pueblo, anterior a la conquista de Valencia, 204 casas en el casco y 2 fuera, toda comúnmente de 2 pisos, sirviendo el segundo de granero y para cría de los gusanos de seda, bastante espaciosas y de 33 a 40 palmos de altura, recordando muchas de ellas la antigüedad del pueblo y conveniencia de sus antiguos moradores; las calles son generalmente estrechas e irregulares; tiene 2 plazas: la de la Constitución que es la mejor, forma un cuadrilongo de unos 150 pies de largo y 50 de ancho, y la otra un cuatro de 130 pies [...]; 2 escuelas de primera educación, atendidas con fondos del común, una para niños [...] y otra para niñas [...]; 1 pósito para sementera, fundado en 22 de agosto de 1732; y una iglesia parroquial que había sido matriz de Catarroja hasta el año 1510 en que se trasladó la parroquialidad a este último pueblo [...]; su titular y patrona Ntra. Sra. de los Ángeles, en cuyo día se celebra la principal función de iglesia; el cementerio está a corta distancia del pueblo en un sitio muy ventilado [...] En el mismo término [...] está situada en una altura la ermita de Santa Ana, fundada por el cabildo de la capital, por haberse encontrado una pequeña imagen de la santa en el tronco de un olivo, que todavía existe a espaldas de la ermita [...] El terreno es llano y delicioso, y se eleva sensiblemente al O [...] hasta el sitio de la referida ermita [...] Los caminos de este pueblo son muy regulares, pues a más de la hijuela que conduce al camino real para comunicarse con la capital y otros pueblos por el E, hay una carretera que cruza el término de N a S y varios caminos de herradura en distintas direcciones. Industria: 6 almazaras [...] y una fábrica de blanquear lino, algodón y lienzos, algo de lencería y esparto y un molino harinero. Población: 222 vecinos, 1090 almas.
Diccionario de Madoz

### D.A.N.A. de 2024
A finales de octubre de 2024, el municipio sufrió catastróficas inundaciones debido a una D.A.N.A. que arrasó con carreteras, puentes y viviendas, dejando más de 200 muertos y cientos de damnificados en la provincia de Valencia. Las intensas lluvias desbordaron ríos y sistemas de drenaje, sumergiendo calles enteras bajo el agua y causando estragos en cultivos y propiedades.

## Demografía
Albal cuenta con una población de 17 038 habitantes (INE 2024).
| Gráfica de evolución demográfica de Albal entre 1842 y 2021 |
| |
| Población de derecho según los censos de población del INE Población de hecho según los censos de población del INEEn 1857 disminuye el término del municipio porque independiza a Beniparrel En 1877 crece el término del municipio porque incorpora a Beniparrel En 1897 disminuye el término del municipio porque independiza a Beniparrel |

## Economía
El principal sector económico es, desde hace bastantes años, una potente industria del mueble, forjados, plásticos, automoción, agroalimentaria y construcción.
A estas actividades corresponden los tres polígonos industriales que posee, a saber: el más dotado y mayor junto a la pista de Silla y limitando con los polígonos de Catarroja y Beniparrell; el del camino de santa Ana donde estuvo El Huerto de Calafré (joya arquitectónica decimonónica hoy desaparecida); y por último destaca el de la Cooperativa mezclándose ya con zona residencial.
El sector terciario de Albal también es destacable con un gran número de empresas dedicadas a la restauración aunque todavía no a la hostelería. El terciario de servicios destaca por la proliferación de entidades bancarias por las principales avenidas de la localidad. Mercado municipal, supermercados, tiendas, farmácias, etc
Con todo, la población de Albal no tiene como dedicación principal el sector primario sino que por el contrario los trabajos están más en relación con sectores terciario y terciario industrial, habiendo funcionarios, secretarios, empresarios industriales, empresarios de la madera, de la construcción, de la agroalimentación, etc.

## Comunicaciones

### Por carretera
El término de Albal está atravesado por dos vías importantes, la CV-33 (que parte de Torrente) y la V-31 (que parte de Valencia) y se unen al oeste de Albal, desde donde la CV-31 continúa para unirse a la A-7. También atraviesa el término la carretera CV-400, que une Valencia con la CV-33 al este de Albal.

### En autobús
Las siguientes líneas de MetroBus Valencia prestan servicio al municipio.
| Línea | Recorrido                              | Operador        |
| ----- | -------------------------------------- | --------------- |
| 180   | Valencia - Albal                       | Autocares Herca |
| 181   | Valencia - Picasent                    | Autocares Herca |
| 182   | Valencia - Beniparrell - Silla         | Autocares Herca |
| 182N  | Nocturno Valencia - Picasent           | Autocares Herca |
| 185   | Picasent - Playa El Saler              | Autocares Herca |
| 186A  | Paiporta - Albal - Torrente - Paiporta | Autocares Herca |
| 186B  | Albal - Paiporta - Torrente - Albal    | Autocares Herca |

### En tren
Cuenta con estación de ferrocarril perteneciente a las líneas C-1 y C-2 de Cercanías Valencia, operadas por Renfe. Fue inaugurada y puesta en servicio el 11 de febrero de 2025.

## Administración y política
Albal está gobernada por una corporación local formada por concejales elegidos cada cuatro años por sufragio universal que a su vez eligen un alcalde. El censo electoral está compuesto por todos los residentes empadronados en Albal mayores de 18 años y nacionales de España y de los otros países miembros de la Unión Europea. Según lo dispuesto en la Ley del Régimen Electoral General, que establece el número de concejales elegibles en función de la población del municipio, la corporación municipal de Albal está formada por 17 concejales. El Ayuntamiento de Albal está actualmente presidido por el PP y consta de 6 concejales de este partido, PP, 6 del PSOE, 2 de Avant Albal, 2 de Compromís y 1 de Vox.
| Periodo   | Nombre                                                            | Partido                                    |
| --------- | ----------------------------------------------------------------- | ------------------------------------------ |
| 1979-1983 | Agustín Zacarés Vila                                              | Agrupación Independiente Unidad y Progreso |
| 1983-1987 | Agustín Zacarés Vila                                              | UV                                         |
| 1987-1991 | Agustín Zacarés Vila                                              | UV                                         |
| 1991-1995 | Agustín Zacarés Vila                                              | UV                                         |
| 1995-1999 | Agustín Zacarés Vila                                              | UV                                         |
| 1999-2003 | Agustín Zacarés Vila (1999) José Vicente Sanchis Vila (1999-2003) | UV PP                                      |
| 2003-2007 | Ramón Marí Vila                                                   | PSPV-PSOE                                  |
| 2007-2011 | Ramón Marí Vila                                                   | PSPV-PSOE                                  |
| 2011-2015 | Ramón Marí Vila                                                   | PSPV-PSOE                                  |
| 2015-2019 | Ramón Marí Vila                                                   | PSPV-PSOE                                  |
| 2019-2023 | Ramón Marí Vila                                                   | PSPV-PSOE                                  |
| 2023-act. | José Miguel Ferris Estrems                                        | PP                                         |

## Cultura

### Patrimonio
- Torre árabe (Torre àrab o Torre dels Moros): conocida popularmente como Torre Mora, se hallaba originalmente separada de la población, junto al camino de Alcácer, pero en la actualidad queda integrada en el núcleo urbano. Este edificio debía formar parte del recinto defensivo de la pequeña alquería islámica, que se completaría con un circuito amurallado. Se trata de una torre de planta rectangular de 6 x 5 m de lado, ligeramente prismática y rematada con almenas. Posee planta baja, donde se abre la puerta de entrada un poco elevada con acceso por pequeña escalera, y dos pisos altos, cubriéndose las plantas con bóveda de cañón. El sistema constructivo utilizado fue el de muros de carga con tapial en el que se utilizó piedra basta. Durante mucho tiempo estuvo semiabandonada y adosada a edificaciones que la ocultaban parcialmente. Recientemente ha sido restaurada, derribándose parte de los edificios que la rodeaban y rehabilitando su entorno, encontrándose en un perfecto estado. Actualmente alberga el Museo Etnológico Municipal y está declarada bien de interés cultural.[13]
- Ermita de Santa Ana. Edificada sobre un pequeño montículo, donde la tradición señala que fue encontrada su imagen; es patrona de Albal. El edificio es amplio con arcadas ojivales, con atrio y coro alto, habiendo sido restaurada en 1943 y en 2005. También es venerado allí San Blas, patrón del pueblo. A mediados del siglo XIX se veneraba una tabla original de Juan de Juanes, que representaba la Virgen de la Divina Gracia.[14] El paraje está cubierto de pinos, con amplia plaza y fuente, siendo lugar de romería durante las fiestas patronales, el 3 de febrero y el 26 de julio, instalándose entonces puestos para la venta del típico "porrat". Está declarada bien de relevancia local.[15]
- Iglesia parroquial de Nuestra Señora de los Ángeles (Església parroquial de la Mare de Déu dels Àngels): construida en 1697. Está declarada bien de relevancia local.[16]

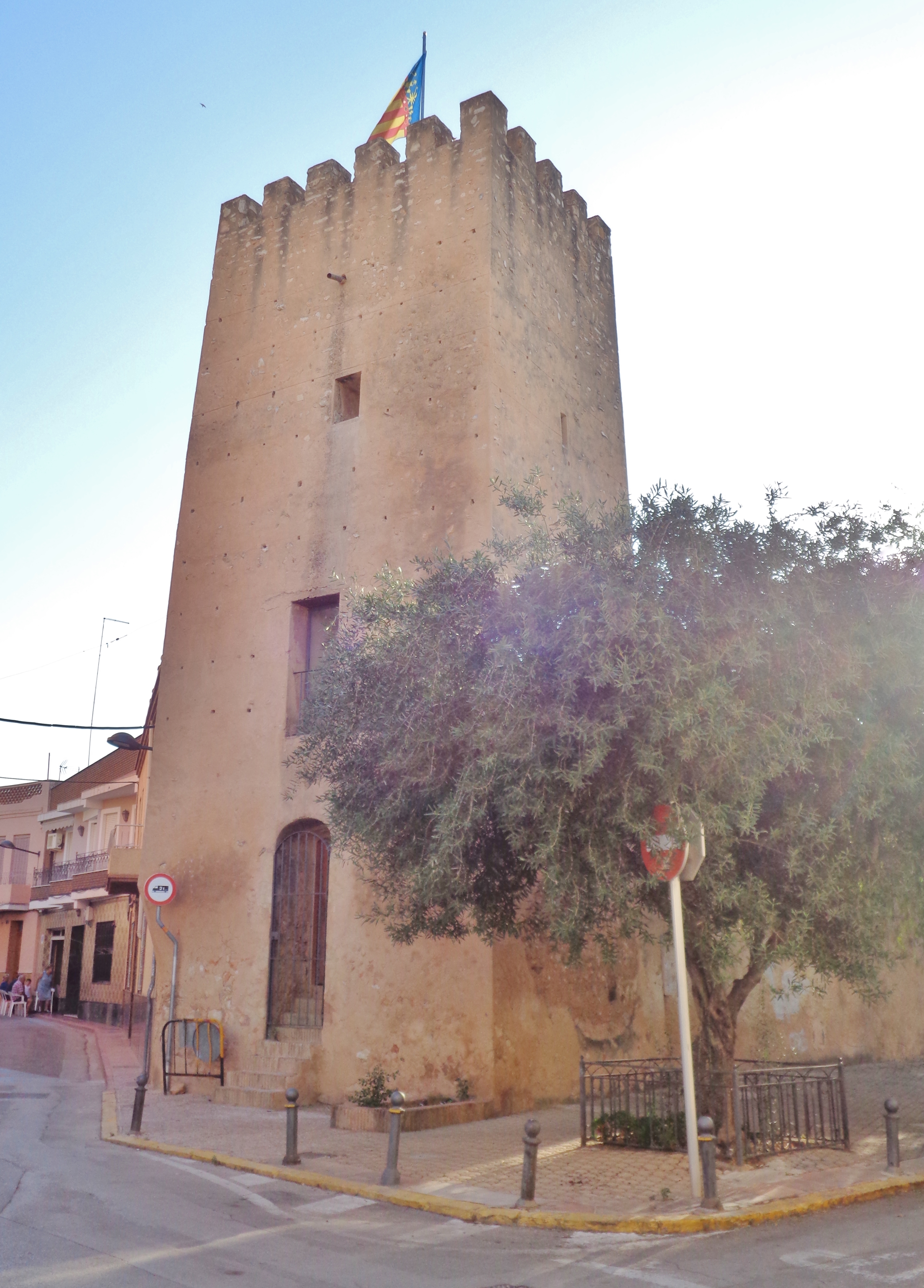
Torre árabe
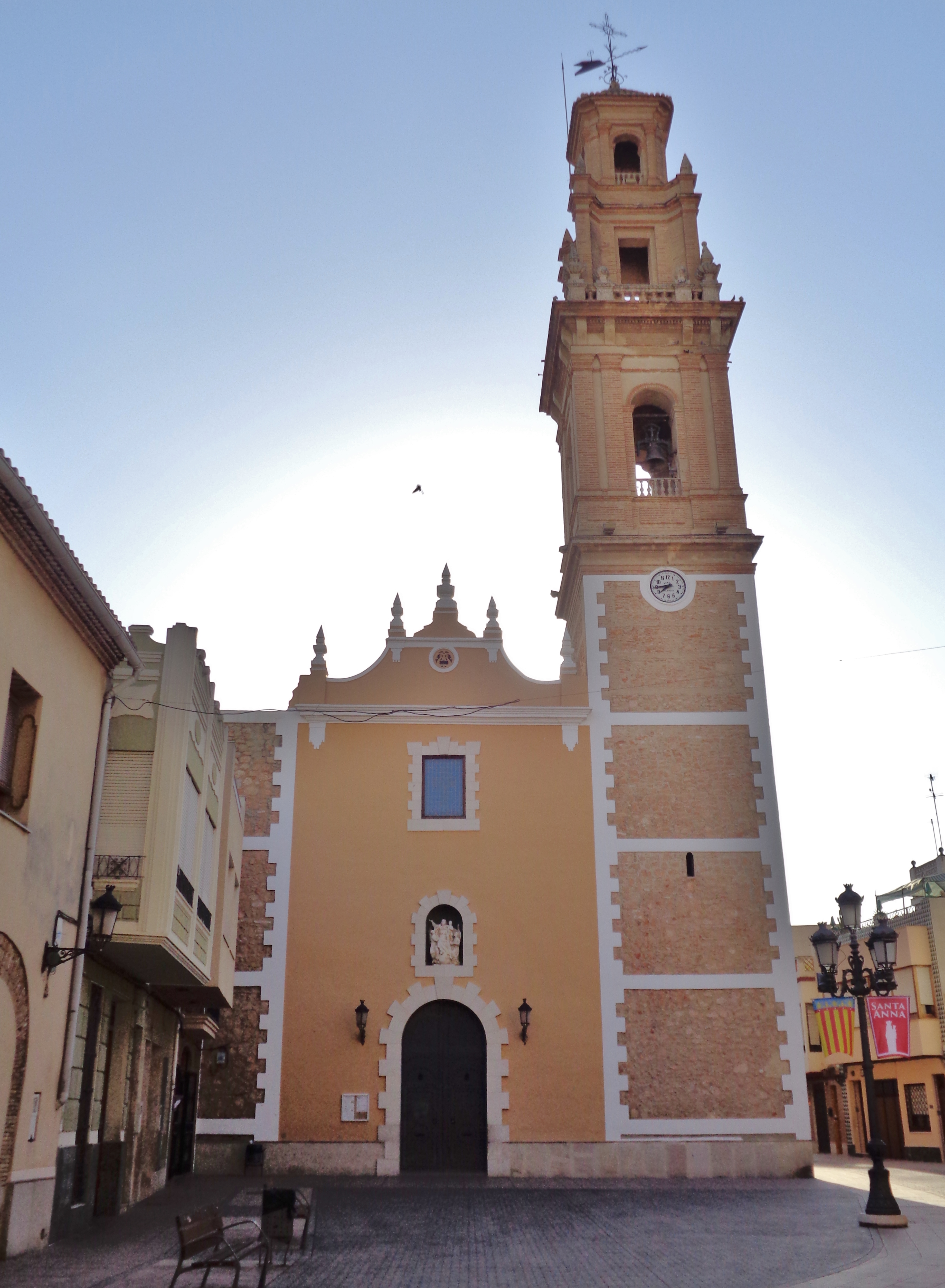
Iglesia de Nuestra Señora de los Ángeles
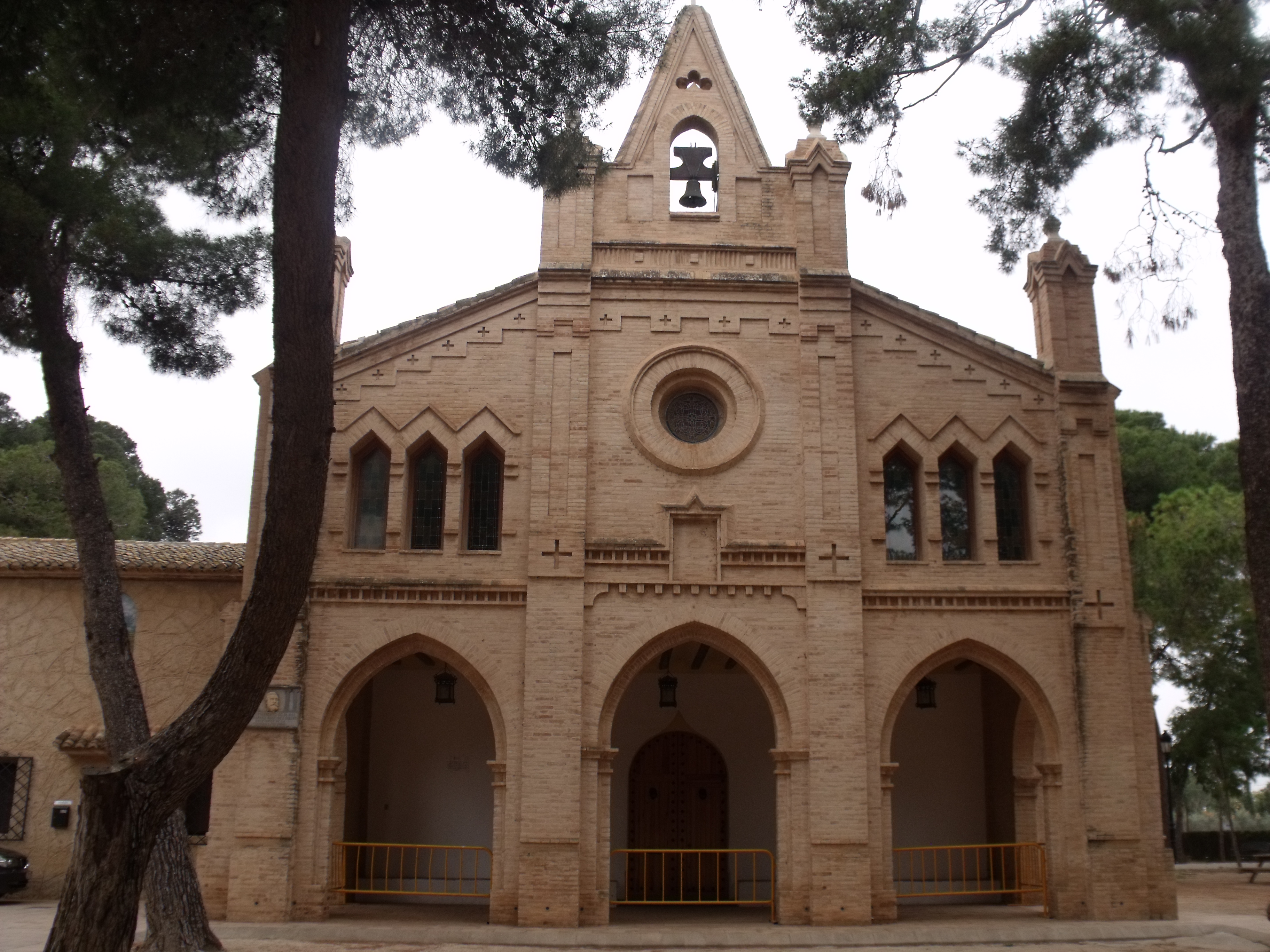
Ermita de Santa Ana
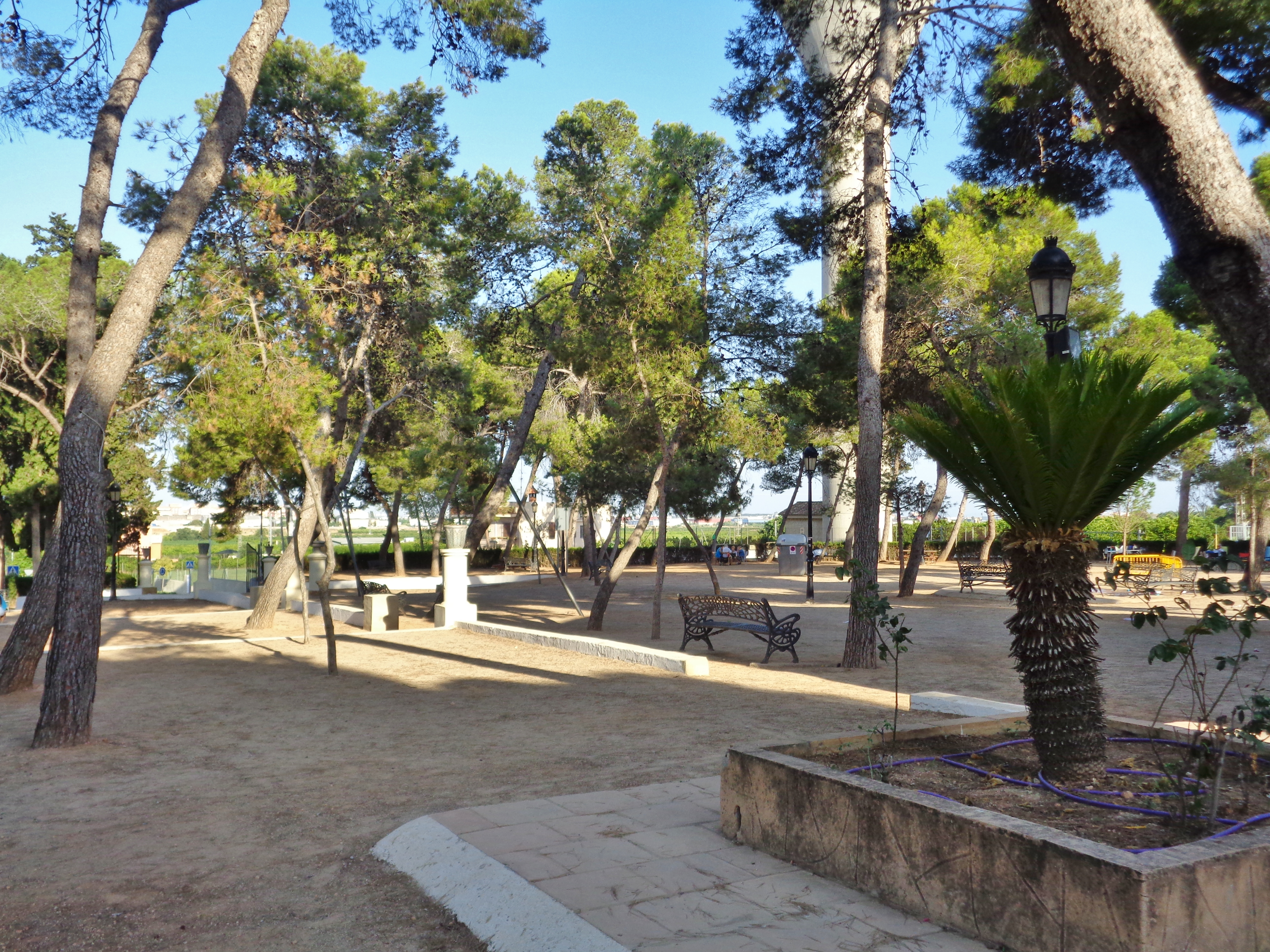
Paraje de la ermita de Santa Ana
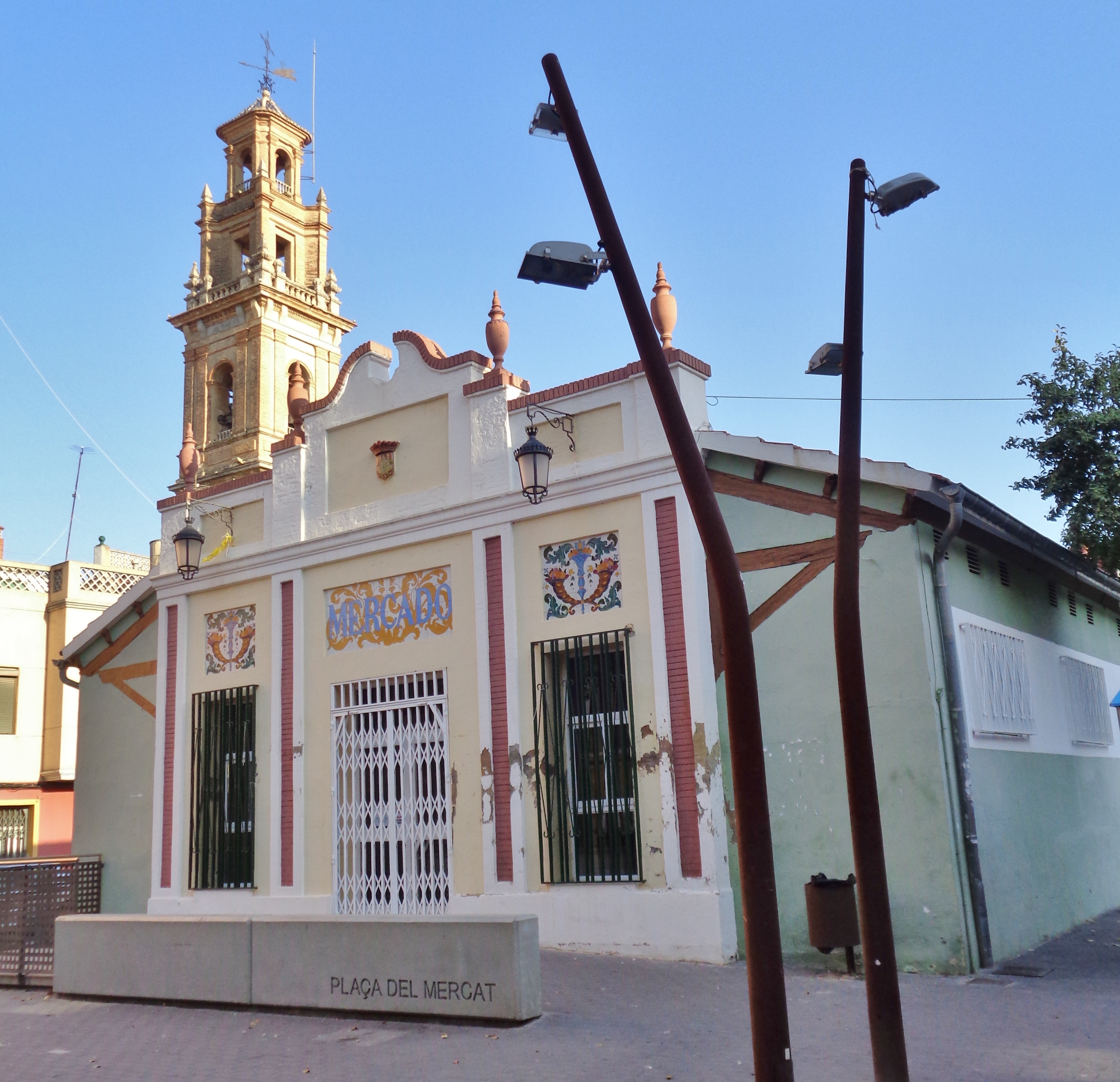
Mercado municipal
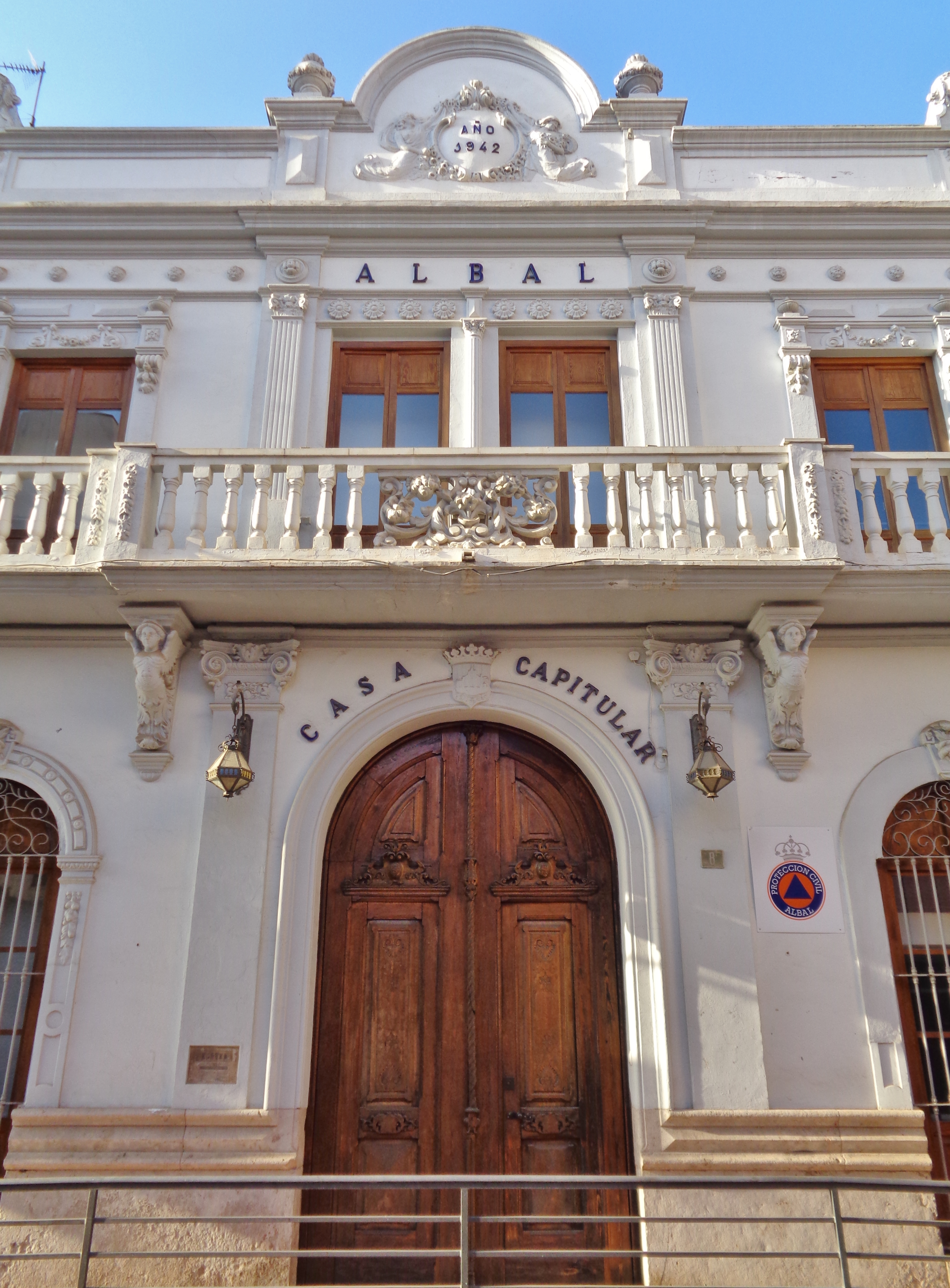
Antiguo ayuntamiento
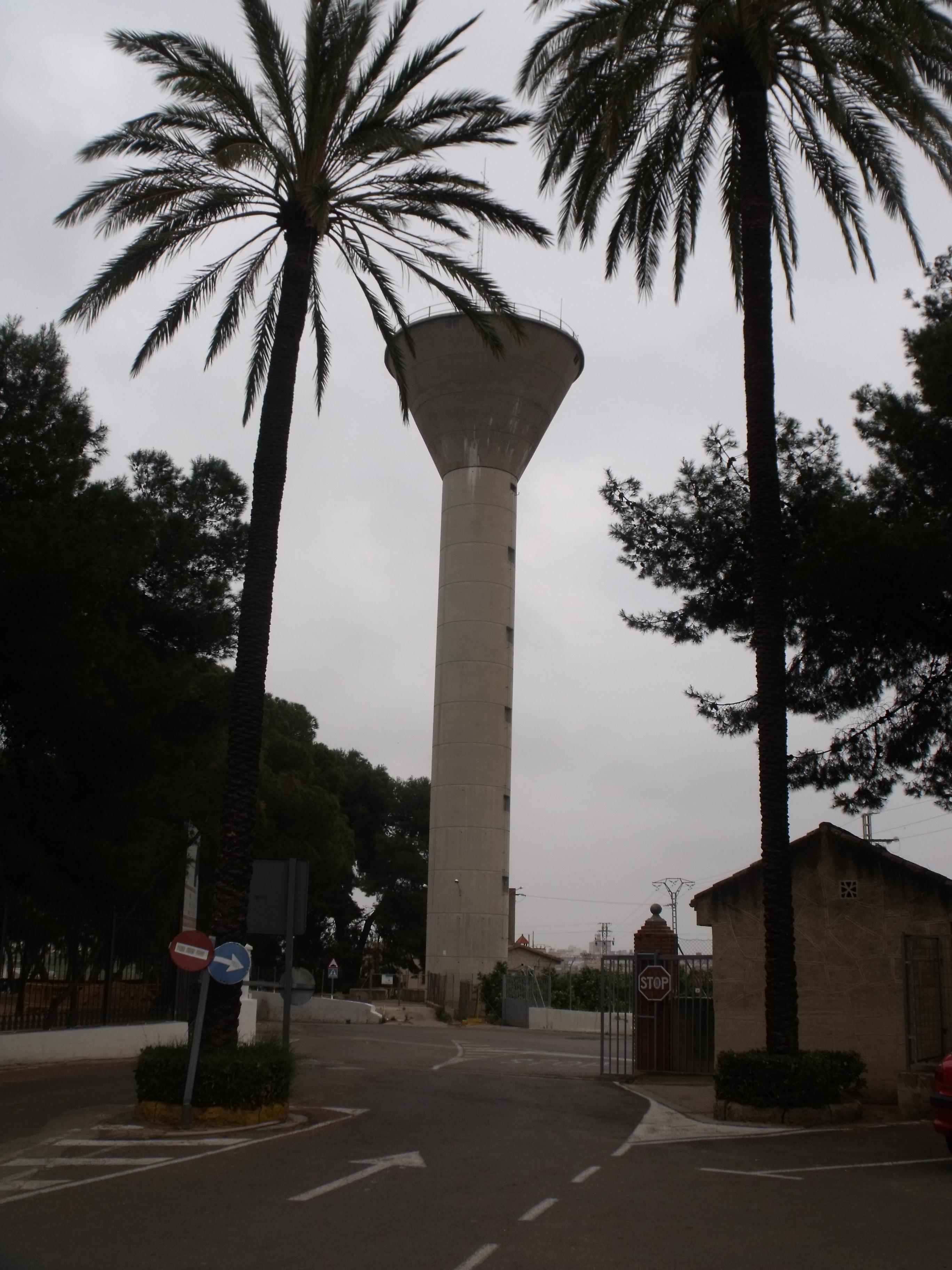
Depósito de agua.

### Fiestas
Las principales fiestas son:
- San Blas. Patrón del pueblo. Se celebra el 3 de febrero.
- Santa Ana. Patrona del pueblo. Tiene lugar el 26 de julio, aunque el día grande de la fiesta se celebra el día 28 de julio.
- Las Fallas. Desde el 15 de marzo hasta el 19 del mismo mes.
- Bajada de la imagen de Santa Ana desde la Ermita al pueblo. Tiene lugar cada 25 años.

Son típicos en fiestas los fuegos artificiales, las procesiones, los toros y correbous, y conciertos de música (tanto de bandas como la dolçaina i tabalet). También destacar su cante folclórico denominado "Albaes" a las damas y reina de las fiestas.